# 김보령
김보령(1988년 12월 8일 ~ )은 대한민국의 배우이다.

## 얼짱시절
2000년대 초방 얼짱들의 등용문으로 알려졌던 쭉방까페(DAUM)에서 얼굴이 알려지며 유명해지게 되었다.
당시 유행하던 싸이월드는 일방문자수가 수천명으로 연예인보다 더 유명세를 타던 시절이 있었으나
싸이월드가 사람들 기억 속에서 잊혀져 가면서 현재는 인스타그램에서 일상과 활동을 공개하고 있다.
아마도 서울로 전학 이후로 방송 혹은 연기자 쪽으로 진로를 잡고 있었던 것으로 추정되며
배우 박용하 등의 강력한 권유로 소속사 입성 및 정식적인 연기자의 길로 들어서게 된다.

## 인물 정보

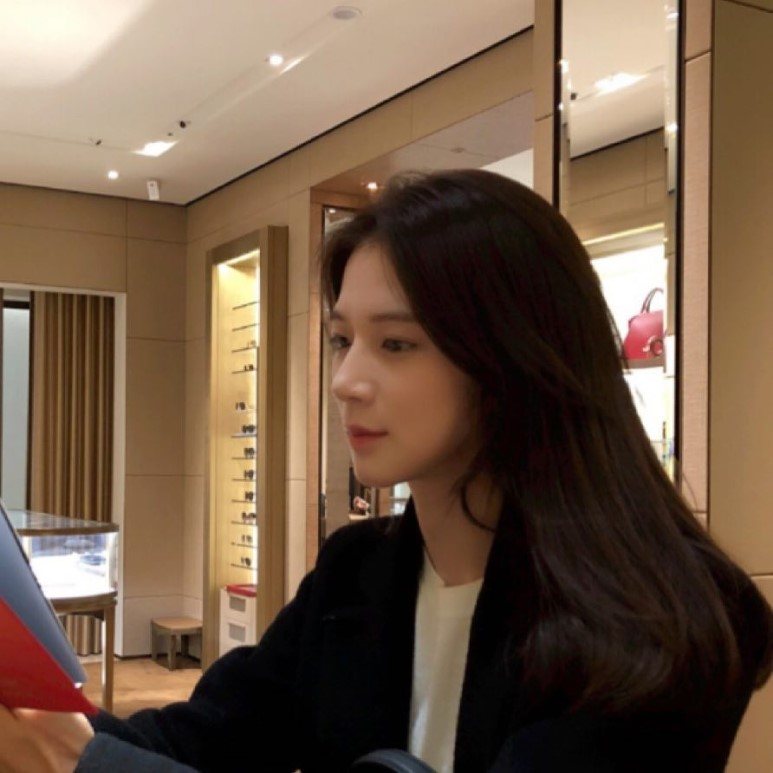
김보령

2011년 단편영화 《햇살은 진심》으로 데뷔했다. 이후 영화 《무서운 이야기》, 《숨바꼭질》 등에 출연했다.
《우리의 마지막 여름》, 《기억의소리》, 《동두천》 등에서 주연을 맡았으며 몬트리올 영화제에 초청을 받아 작품 수상에 참여했다.
이후 오디션을 통해 봉준호 감독의 《기생충》에서 첼리스트 역으로 짧게 출연했다.
김진아 감독의 《동두천》《소요산》 과 같은 VR영화에 주연을 맡았으며, 이후 차기작도 촬영을 마치고
공개를 기다리고 있다.  2021년 베니스 영화제에 초청된 이후, 2022년 8월 서울국제여성영화제에 초청 받았다.
데뷔 이후 블러썸엔터테인먼트에 유일한 여자 연기자로 소속되어 연기 저변을 넓히다 현재 오앤엔터테인먼트 소속으로 배우 활동을 하고 있다. 현재는 소속 없이 개인 활동을 이어가는 중. 최근엔 독립 영화와 광고 쪽에서 활발히 활동 중이다.
학창 시절 단거리 육상 선수 경력이 있으며, 댄스, 요가, 액션에도 능숙하여, 운동 신경이 좋은 것으로 알려져 있다.
보기와 달리 먹성이 좋아서 먹방 유튜버 권유를 받았으나, 개인 SNS에마서만 맛집 관련 포스팅을 많이 한다고 한다.
취미 부자로 여행, 유화, 플로리스팅, 수상스키, 바이올린, 요리 포스팅을 볼 수 있으며, 간간히 주업인 촬영 활동에 대한 소식도 확인할 수 있다.
친하게 지내는 연예인으로는 배우 박효주, 개그맨 정형돈, 가수 육중완, 데프콘 등으로 알려져 있다.

## 출연 작품

### 드라마
| 연도 | 방송사   | 제목                  | 역할     | 비고 |
| ---- | -------- | --------------------- | -------- | ---- |
| 2011 | MBC      | 《빛과 그림자》       | 신인배우 | 단역 |
| 2012 | SBS Plus | 《그대를 사랑합니다》 | 송이뿐   |      |
| 2014 | SBS      | 《비밀의 문》         | 춘월     | 조연 |

### 영화
| 연도 | 제목                   | 역할      | 비고      |
| ---- | ---------------------- | --------- | --------- |
| 2011 | 《햇살은 진심》        |           | 단편 영화 |
| 2012 | 《무서운 이야기》      | 신부      |           |
| 2013 | 《숨바꼭질》           | 과거 여경 | 단역      |
| 2014 | 《슬로우 비디오》      | 납치녀    | 단역      |
| 2014 | 《우리의 마지막 여름》 |           | 주연      |
| 2016 | 《기억의 소리》        | 윤주      | 주연      |
| 2017 | 《동두천》             | 여주      | 주연      |
| 2019 | 《기생충》             | 첼리스트  |           |
| 2019 | 《양자물리학》         | 배우      |           |
| 2021 | 《소요산 - Tearless》  | 여주      | 주연      |

### 뮤직 비디오
| 연도 | 가수                | 노래            | 비고 |
| ---- | ------------------- | --------------- | ---- |
| 2015 | 이단옆차기 프로젝트 | 〈3초〉         |      |
| 2017 | 아프로밴드          | 〈생각이 나서〉 |      |
| 2022 | 강타                | 〈Love song〉   |      |

### 광고
| 연도 | 광고                                  | 비고   |
| ---- | ------------------------------------- | ------ |
| 2016 | 《한우홍보대사》-한우자조금관리위원회 | 지진희 |
| 2019 | 《한돈》 - 대한한돈협회               |        |
| 2019 | 《풀케어》 - SK케미칼                 |        |
| 2020 | 《설화수 윤조에센스》 - 아모레퍼시픽  |        |
| 2020 | 《메디큐브》 - 메디큐브               | 유재석 |
| 2020 | 《KB손해보험》 - KB INSURANCE CO.     |        |
| 2020 | 《LG 올레드 갤러리TV》 - LG전자       |        |
| 2021 | 《New Mccafe》 - 한국맥도날드         | 조인성 |
| 2021 | 《드시모네 유산균》 - 드시모네        |        |